# Ksenja Povh
Ksenja Povh, slovenska nogometašica, *26. marec 1987, Novo mesto.
Povhova trenutno igra za ŽNK Krka Novo mesto v 1.SŽNL. V sezoni 2009/10 je bila kot posojena igralka članica ciprskega prvoligaša Vamos Idaliou.
Bila je tudi članica  Slovenske ženske nogometne reprezentance v kvalifikacijskem delu za Žensko svetovno prvenstvo v nogometu 2011.

## Naslovi
- 6 Slovenska liga (2004, 2005, 2007, 2008, 2009, 2011)
- 4 Slovenski pokal (2004, 2006, 2008, 2009)